# Hanságradweg
Der Hanságradweg „B22“ ist eine ca. 60 Kilometer lange Rad-Rundroute im Burgenland.
Der „B22“ führt im östlichen Seewinkel in die Niedermoorlandschaft Hanság – einem Schutzgebiet der Großtrappe.

## Streckenverlauf und Sehenswürdigkeiten
Es liegen nur vier Orte an der 60 km langen Strecke: Sankt Andrä am Zicksee, Tadten, Andau  und Halbturn. Dazwischen liegen landwirtschaftlich genutzte Flächen.
In Halbturn gibt das barocke Schloss Halbturn zu besichtigen und etwas abseits des Radweges die Wallfahrtskirche Frauenkirchen.